# حواصیل زرد
حواصیل زرد (نام علمی: Ardeola ralloides) نام یک گونه از سرده حواصیل برکه‌نشین است.